# Campionato nordamericano femminile di pallavolo 1997
Il XV campionato nordamericano femminile di pallavolo si è svolto dal 12 al 18 settembre 1997 a Caguas, a Porto Rico. Al torneo hanno partecipato 8 squadre nazionali nordamericane e la vittoria finale è andata per l'undicesima volta, la settima consecutiva, a Cuba.

## Gironi
| Girone A                                            | Girone B                            |
| --------------------------------------------------- | ----------------------------------- |
| Canada Porto Rico Rep. Dominicana Trinidad e Tobago | Costa Rica Cuba Messico Stati Uniti |

## Fase finale

### Finali 1º - 3º posto
|  | Quarti      | Quarti          |             |        | Semifinale         | Semifinale         |  |  | Finale 1º/2º posto | Finale 1º/2º posto |
|  |             |                 |             |        |                    |                    |  |  |                    |                    |
|  |             |                 |             |        |                    |                    |  |  |                    |                    |
|  |             |                 |             |        |                    |                    |  |  |                    |                    |
|  | Stati Uniti | 3               |             |        |                    |                    |  |  |                    |                    |
|  | Stati Uniti | 3               |             |        |                    |                    |  |  |                    |                    |
|  | Porto Rico  | ?               |             |        |                    |                    |  |  |                    |                    |
|  | Porto Rico  | ?               | Stati Uniti | 3      |                    |                    |  |  |                    |                    |
|  |             |                 | Stati Uniti | 3      |                    |                    |  |  |                    |                    |
|  |             | Rep. Dominicana | 1           |        |                    |                    |  |  |                    |                    |
|  | -           | Rep. Dominicana | 1           | -      |                    |                    |  |  |                    |                    |
|  | -           |                 |             | -      |                    |                    |  |  |                    |                    |
|  | -           | -               |             |        |                    |                    |  |  |                    |                    |
|  | -           | -               | Cuba        | 3      |                    |                    |  |  |                    |                    |
|  |             |                 | Cuba        | 3      |                    |                    |  |  |                    |                    |
|  |             | Stati Uniti     | 1           |        |                    |                    |  |  |                    |                    |
|  | Canada      | Stati Uniti     | 1           | 3      |                    |                    |  |  |                    |                    |
|  | Canada      |                 |             | 3      |                    |                    |  |  |                    |                    |
|  | Messico     | 0               |             |        |                    |                    |  |  |                    |                    |
|  | Messico     | 0               | Cuba        | 3      | Finale 3º/4º posto | Finale 3º/4º posto |  |  |                    |                    |
|  |             |                 | Cuba        | 3      | Finale 3º/4º posto | Finale 3º/4º posto |  |  |                    |                    |
|  |             | Canada          | 0           |        |                    |                    |  |  |                    |                    |
|  | -           | Canada          | 0           | -      | Rep. Dominicana    | 3                  |  |  |                    |                    |
|  | -           |                 |             | -      | Rep. Dominicana    | 3                  |  |  |                    |                    |
|  | -           | -               |             | Canada | ?                  |                    |  |  |                    |                    |
|  | -           | -               |             |        | ?                  |                    |  |  |                    |                    |
|  |             |                 |             |        |                    |                    |  |  |                    |                    |
|  |             |                 |             |        |                    |                    |  |  |                    |                    |

## Classifica finale
| Classifica | Squadre           |
| ---------- | ----------------- |
|            | Cuba              |
|            | Stati Uniti       |
|            | Rep. Dominicana   |
| 4          | Canada            |
| 5          | Porto Rico        |
| 6          | Messico           |
| 7          | Costa Rica        |
| 8          | Trinidad e Tobago |